# Alois von Egger-Möllwald
Alois von Egger-Möllwald (auch: Alois Egger oder Alois Egger von Möllwald, * 5. Jänner 1829 in Flattach im Mölltal; † 16. März 1904 in Lovran, Bezirk Volosko, Istrien) war Schuldirektor, Germanist und Abgeordneter zum Österreichischen Abgeordnetenhaus.

## Leben
Alois von Egger-Möllwald war Sohn des gleichnamigen Landwirts Alois Egger († 1852). Er ging bis 1840 in die Volksschule in Flattach, besuchte von 1840 bis 1841 ein Gymnasium in Lienz und von 1841 bis 1847 das akademische Gymnasium in Klagenfurt. Von 1847 bis 1849 besuchte er philosophische Jahrgänge am Lyzeum in Klagenfurt. Zwischen 1849 und 1850 studierte er Rechtswissenschaften, ab 1850 Philosophie an der Universität Graz und von 1853 bis 1854 an der Universität Wien. Im Jahr 1855 machte er die Lehramtsprüfung für Geschichte, Geographie und Deutsch für Gymnasien. Im Jahr 1872 promovierte er zum Dr. phil. in Tübingen. 1851 war er Supplent am Staatsgymnasium, 1852 Lehrer an einer Privatschule in Graz. 1854 war er Supplent am Staatsgymnasium in Olmütz (Mähren). Im Jahr 1855 war er Lehrer am Staatsgymnasium in Laibach (Krain). Von 1857 bis 1874 war er Professor für Deutsch, Geographie und Geschichte am akademischen Gymnasium in Wien, allerdings war er von 1869 bis 1873 beurlaubt. In dieser Zeit, also von 1869 bis 1870, war er Lehrer für Deutsch von Thronfolger Erzherzog Rudolf. Bis 1873 war er Lehrer für Deutsch, Geographie und Geschichte von Erzherzogin Gisela. Für diese beiden Tätigkeiten wurde er im Jahr 1874 nobilitiert. Im Jahr 1877 war er Direktor der Lehrerinnenbildungsanstalt St. Anna in Wien und im Jahr 1878 Direktor des Gymnasiums des Theresianums und Vizedirektor der Theresianischen Akademie in Wien. Im Jahr 1893 trat er in den Ruhestand, wurde aber gleichzeitig 2. Präsident der 42. Versammlung deutscher Philologen und Schulmänner in Wien.
Im Jahr 1860 war er Gründungsmitglied des Vereins "Die Mittelschule" in Wien, einem Verein von Professoren an den Gymnasien und Realschulen Österreichs. Bis 1878 war er auch mehrfach Obmann dieses Vereins.
Er war auch Herausgeber von Lesebüchern für den Deutschunterricht.
Alois von Egger-Möllwald war römisch-katholisch und seit 1863 verheiratet mit Laura Moser, mit welcher er mindestens vier Söhne und eine Tochter hatte. Er war Schwiegervater des Malers Albin Egger-Lienz. Nach ihm wurde der Möllwaldplatz (⊙) benannt (siehe Liste der Straßennamen von Wien/Wieden).

## Politische Funktionen
- 4. November 1873 bis 20. Dezember 1875: Abgeordneter des Abgeordnetenhauses im Reichsrat (V. Legislaturperiode), Kronland Kärnten, Kurie Städte 3, Regionen Villach, Hermagor, Bleiberg, Kreuth, Tarvis, Malborghet, Spittal, Gmünd, Greifenburg, Oberdrauburg, Obervellach, er trat wegen Differenzen mit seiner Wählerschaft zurück

## Klubmitgliedschaften
Alois Egger war Mitglied im Fortschrittsklub und Schriftführer im Wiener Goethe Verein.